# مجلس البحوث العلمية والتكنولوجية في تركيا
مجلس البحث العلمي والتكنولوجي في تركيا (بالتركية: Türkiye Bilimsel ve Teknolojik Araştırma Kurumu، TBİTAK) هو وكالة وطنية لتركيا هدفها المعلن هو تطوير سياسات العلم والتكنولوجيا والابتكار(STI) ودعم وإجراء البحث والتطوير. ، و لعب دور رائد في خلق ثقافة علمية وتكنولوجية في البلاد. تأسست في عام 1963 كمؤسسة عامة مستقلة ، يديرها مجلس العلوم.تقوم بتطوير السياسات العلمية والتكنولوجية وتدير معاهد البحث والتطوير ، وتجري دراسات البحث والتكنولوجيا والتنمية بما يتماشى مع الأولويات الوطنية. و تعمل أيضًا كوكالة استشارية للحكومة التركية وتعمل كسكرتارية للمجلس الأعلى للعلوم والتكنولوجيا ، وهي أعلى هيئة لصنع السياسات العلمية والتكنولوجية في تركيا. من خلال مراقبة وتقييم سياسات العلوم والتكنولوجيا والابتكار الوطنية والعالمية ومن خلال إجراء البحوث أو التكليف بها حول طرق صياغة السياسات ، يعد المجلس مقترحات سياسة العلوم والتكنولوجيا والابتكار وتجري الدراسات.في السنوات الأخيرة ، تعرض المجلس ، الذي تأسس كمؤسسة غير سياسية ، لانتقادات لاستسلامها للضغوط السياسية التي مارسها عليها حزب العدالة والتنمية المحافظ الحاكم (AKP) ،  وبعد ذلك ، لرفضها تمويل أبحاث البيولوجيا التطورية.